# Hōkō

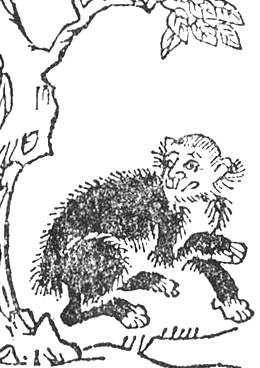
Hōkō.

El Penghou (en chino:彭候), Hōkō o Houkou (en japonés:ほうこう?), tanto en la mitología china como japonesa, es un yōkai o espíritu con la apariencia de un perro negro sin cola y con cara humana, que vive dentro de un árbol.
Se describe en un viejo libro llamado Soūshenji (搜神记, "En búsqueda de lo sobrenatural"). El Pénghoú fue incluido en la Shui Konjaku Hyakki, una de las colecciones de Toriyama Sekien de ilustraciones de monstruos. Sekien le dio la misma descripción que la Soushenji, además de tener que vivir en un árbol de mil años. 

## El Peng-hou en el árbol de alcanfor
En el momento del primer gobernante de Wu, Lu Ching-shu era Gran Protector de Chien-una Comandancia. En una oportunidad envió a un hombre para cortar un gran árbol de alcanfor. Cuantos golpes del hacha había caído antes que la sangre fluía de repente desde el tronco. Cuando fue derribado por último, una criatura con la cara de un hombre y el cuerpo de un perro salió. 
Ching-shu explica, "Esto es lo que se conoce como Peng-hou". Lo había cocido al vapor de inmediato y se lo comió. Su sabor era el mismo que el de carne de perro. 
Según el tomo, perdido hace mucho tiempo, del Baí Zé, Pai-tse T'u (Baí Zé Tú) dice: "El espíritu de los árboles se llama Peng-hou, se parece mucho a un perro negro sin cola, y puede ser cocido al vapor y se come". 

## Leyenda de las Bestias con Cola
Hōkō forma parte de la leyenda de las bestias con cola, de la cual Masashi Kishimoto se habría basado para crear a los bijūs del manga y anime Naruto, sin embargo la veracidad de la leyenda está en duda y sin referencias no se es posible considerar nada de esta leyenda como real. 
Según esta leyenda Hōkō es un perro blanco de cinco colas largas, las cuales representan a uno de los cinco elementos. Se dice que cuando el Hōkō, utiliza simultáneamente sus colas, estas producen enormes desastres naturales, principalmente terremotos. Está asociado espiritualmente a un árbol donde vive, y que no dudará en defender ante cualquier amenaza que pueda percibir mediante ilusiones terroríficas que puedan alejar las visitas no deseadas. 